# 亚历山大·奥努夫里耶维奇·科瓦列夫斯基
亚历山大·奥努夫里耶维奇·科瓦列夫斯基（1840年11月7日—1901年），沙俄胚胎学家、达尔文主义者。比较胚胎学、实验组织学和进化组织学创始人。

## 生平
1863年毕业于彼得堡大学。1890年为彼得堡科学院院士。1868年起为喀山大学教授。1869年起为基辅大学教授。1874年起任新俄罗斯帝国大学（今敖德薩大學）教授。1891－1894年任彼得堡大学教授。1892－1901年任塞瓦斯托波尔生物实验研究所所长。
他的研究证明了所有多细胞动物发育的同一性：都有原腸胚形成时期。并阐明某些动物（文昌鱼、海鞘纲等）在动物系中的地位；记述了栉水母纲、棘皮动物门和昆虫纲的胚层。对许多无脊椎动物的排泄器官和淋巴器官进行了比较生理学研究。发表了八十多种著作，主要有《蛞蝓鱼（文昌鱼）的进化史》、《箒虫的解剖学和进化史》等。
他的弟弟弗拉基米尔·奥努夫里耶维奇·科瓦列夫斯基是著名古生物学家。

## 學術成就

A. 文昌鱼目 (a 脊索动物), B. 尾索动物幼体, C. 尾索动物成体. 科瓦列夫斯基看到了脊索 (1)与 鳃裂(5)等由尾索动物幼体与脊髓动物共享的特征。

科瓦列夫斯基发现尾索动物并不属于软体动物，尾索动物在幼体时有一条脊索与咽裂，类似于脊椎动物。并且，这些结构在胚胎时从同一胚层发育。从而，科瓦列夫斯基认为尾索动物应与脊椎动物合并为脊索动物。十九世纪动物学转而承认胚胎学属于进化论科学，联系了系統發生樹与同源，预示了演化發育生物學。

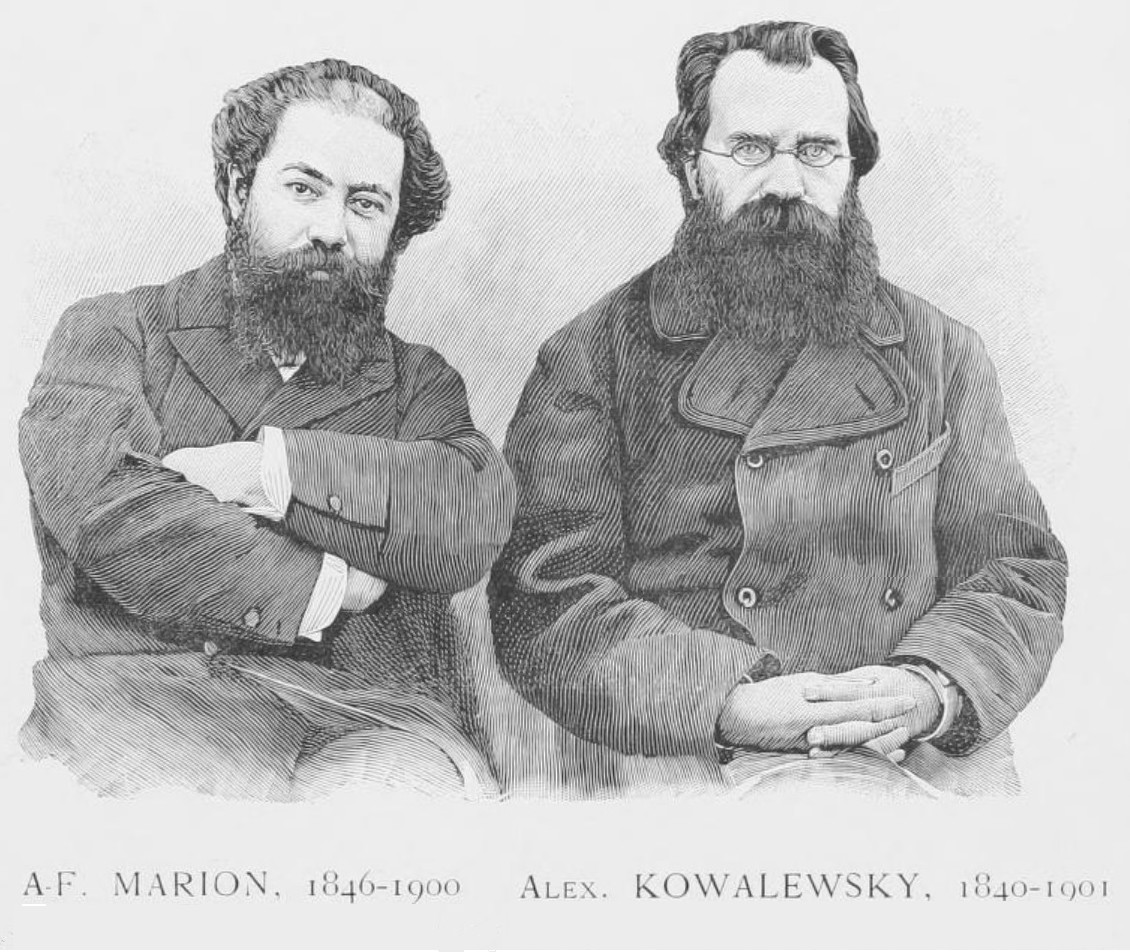
安托尼-万福尔·马里昂与亚历山大·奥努夫里耶维奇·科瓦列夫斯基共同创建了马赛自热历史博物馆年刊。

## 书目
- Kowalevsky, A. . Zapiski Imperatorskoi Akademii Nauk. 1901, 12: 1–32.